# Walter Wild
Walter Wild est un joueur de football suisse, membre fondateur et premier président du FC Barcelone du 29 novembre 1899 au 25 avril 1901.

## La fondation du club
Le 22 octobre 1899, Joan Gamper passe une petite annonce dans le journal Los Deportes pour recruter des personnes intéressées par la pratique du football. Après quelques réunions au gymnase Solé, un petit groupe de 12 personnes s'est formé pour créer une société sportive centrée sur la pratique du football. Autour de Joan Gamper, on retrouve son compatriote Otto Kunzle, les Anglais Walter Wild, John et William Parsons, l'Allemand Otto Maier et les Catalans Lluís d'Ossó, Bartomeu Terradas, Enric Ducal, Pere Cabot, Carles Pujol et Josep Llobet. Tout le monde se met d'accord sur le nom du club, son sigle et la couleur des maillots. Le 29 novembre, les statuts du Football Club Barcelona sont remis aux autorités compétentes.

## Les grands débuts
La première direction est présidée par Walter Wild (le plus âgé des 12...), assisté de John Parsons à la vice-présidence. Lluis d'Osso devient le secrétaire, Bartomeu Terradas le trésorier et Joan Gamper le porte-parole et capitaine de l'équipe.
Dès la publication de la constitution du club dans les journaux sportifs, de nouveaux joueurs arrivent, et le 8 décembre, le FC Barcelone dispute son premier match au vélodrome de la Bonanova : une defaite 0-1 face à un groupe de jaunes anglais de la capitale catalane. Walter Wild participe à la rencontre en tant que défenseur, poste qu'il occupa dans la dizaine de matchs auquel il participa.

## Le premier succès
La première victoire se déroule le 24 décembre 1899 face au premier ennemi le FC Català que le Barça écrase 3-1... premier ennemi car le FC Català revendique l'usage exclusif du vélodrome de la Bonanova. Le club utilise donc le terrain de Can Tunis.
Le premier gros chantier de la direction du club est donc la recherche d'un terrain digne de ce nom. Le lieu trouvé par la direction du club est un terrain très proche de l'hôtel Casanovas avec qui un accord est conclu pour la mise à disposition de deux chambres servant de vestiaire. Le 18 novembre 1900 se déroule devant 4 000 personnes la première rencontre au terrain dit de l'hôtel Casanovas. Durant toute cette période, Walter Wild est réélu régulièrement lors des assemblées du club.

## La première compétition
En 1901, le FC Barcelone dispute la Coupe Macaya, considérée comme l'ancêtre du Championnat de Catalogne. Malgré 51 buts en 6 matchs (dont 31 de Joan Gamper), le Barça doit laisser le titre à l'Hispania, la bête noire de la saison 1900-1901 (2 nuls et 3 défaites lors des 5 confrontations).
Walter Wild dispute lors de cette compétitions ses 2 derniers matchs avec son club.

## Et le retour au pays
Le 25 avril 1901, Walter Wild est contraint de présenter sa démission, des impératifs professionnels l'obligeant à rentrer en Angleterre.
En moins de deux ans, le club, sous la présidence de Walter Wild, et grâce à la volonté de Joan Gamper est devenu une entité très bien structurée, avec son propre terrain de football et en route vers son premier titre.